# Liste der Monuments historiques in Saint-Symphorien (Gironde)
Die Liste der Monuments historiques in Saint-Symphorien (Gironde) führt die Monuments historiques in der französischen Gemeinde Saint-Symphorien auf.

## Liste der Bauwerke
| Bezeichnung                                | Beschreibung | Standort           | Kennzeichnung | Schutzstatus | Datum | Bild           |
| ------------------------------------------ | ------------ | ------------------ | ------------- | ------------ | ----- | -------------- |
| Lokschuppen                                |              | (Lage)             | PA00083894    | Inscrit      | 1989  | weitere Bilder |
| Kirche St-Symphorien                       |              | (Lage)             | PA00083810    | Inscrit      | 1925  | weitere Bilder |
| Scheune                                    |              | (Lage)             | PA33000135    | Inscrit      | 2010  |                |
| Maison Siclis                              |              | (Lage)             | PA33000097    | Inscrit      | 2007  | weitere Bilder |
| Maison Martin-Travet                       |              | 7 Jouanhaut (Lage) | PA33000207    | Inscrit      | 2017  |                |
| Usine de distillation de produits résineux |              | (Lage)             | PA33000026    | Inscrit      | 2000  | weitere Bilder |

## Liste der Objekte
- Monuments historiques (Objekte) in Saint-Symphorien (Gironde) in der Base Palissy des französischen Kultusministeriums